# Křídlo (architektura)

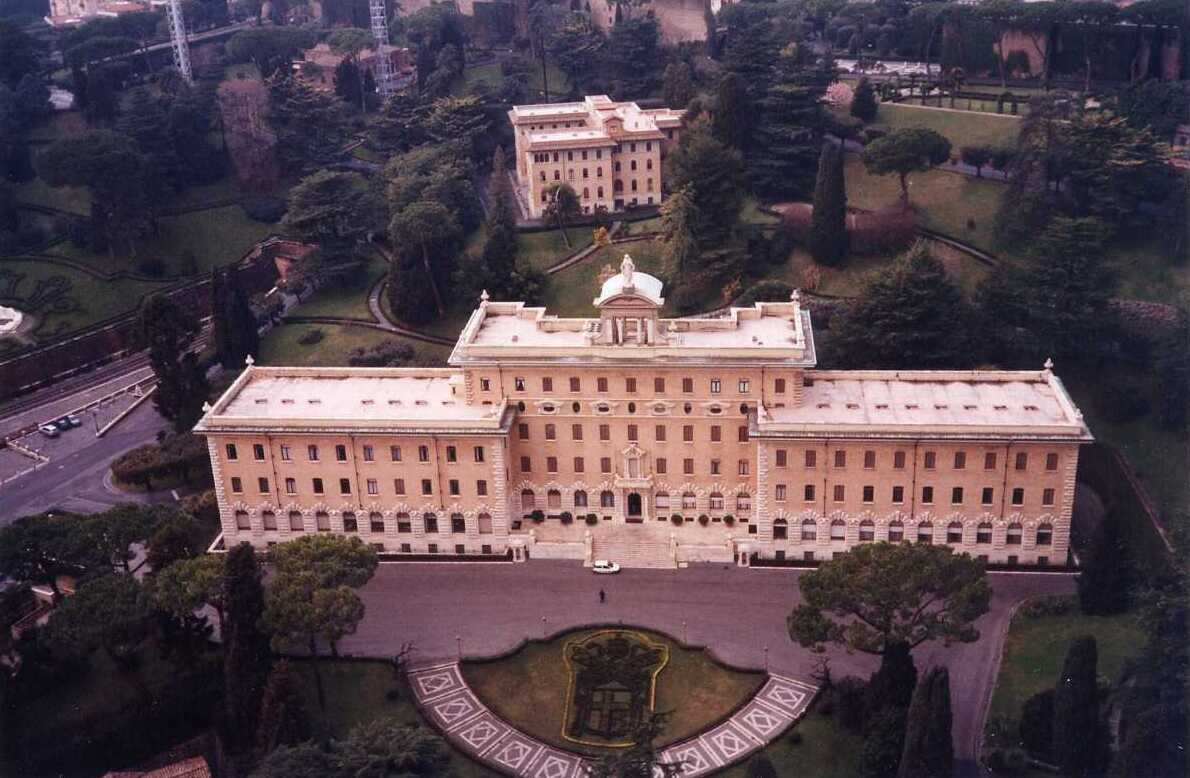
Palác ve Vatikánu s dvěma postranními křídly

Křídlo má v architektuře následující významy:
- Část budovy vystupující z hlavního bloku stavby po celé její výšce nejméně o dvě okenní osy (v případě jedné osy se jedná o tzv. rizalit.) Původně byla stejně vysoká jako hlavní část, později – přibližně v době vrcholícího baroka – i nižší.
- Termínem Dračí křídlo se označuje část čínské střechy s typicky zvednutými okraji a rohy.
- Označuje se tak i postranní, dolů se rozšiřující část štítu. Nejčastěji se jedná o tzv. volutové křídlo.
- Dále je tímto termínem označována zeď vybíhající šikmo do prostoru, bez toho, že by tímto vymezovala nějaký prostor. Většinou má funkci zpevňující či opěrnou (např. vjezd do tunelu), ale může také například zlepšovat tepelně izolační vlastnosti stavby.

## Fotogalerie

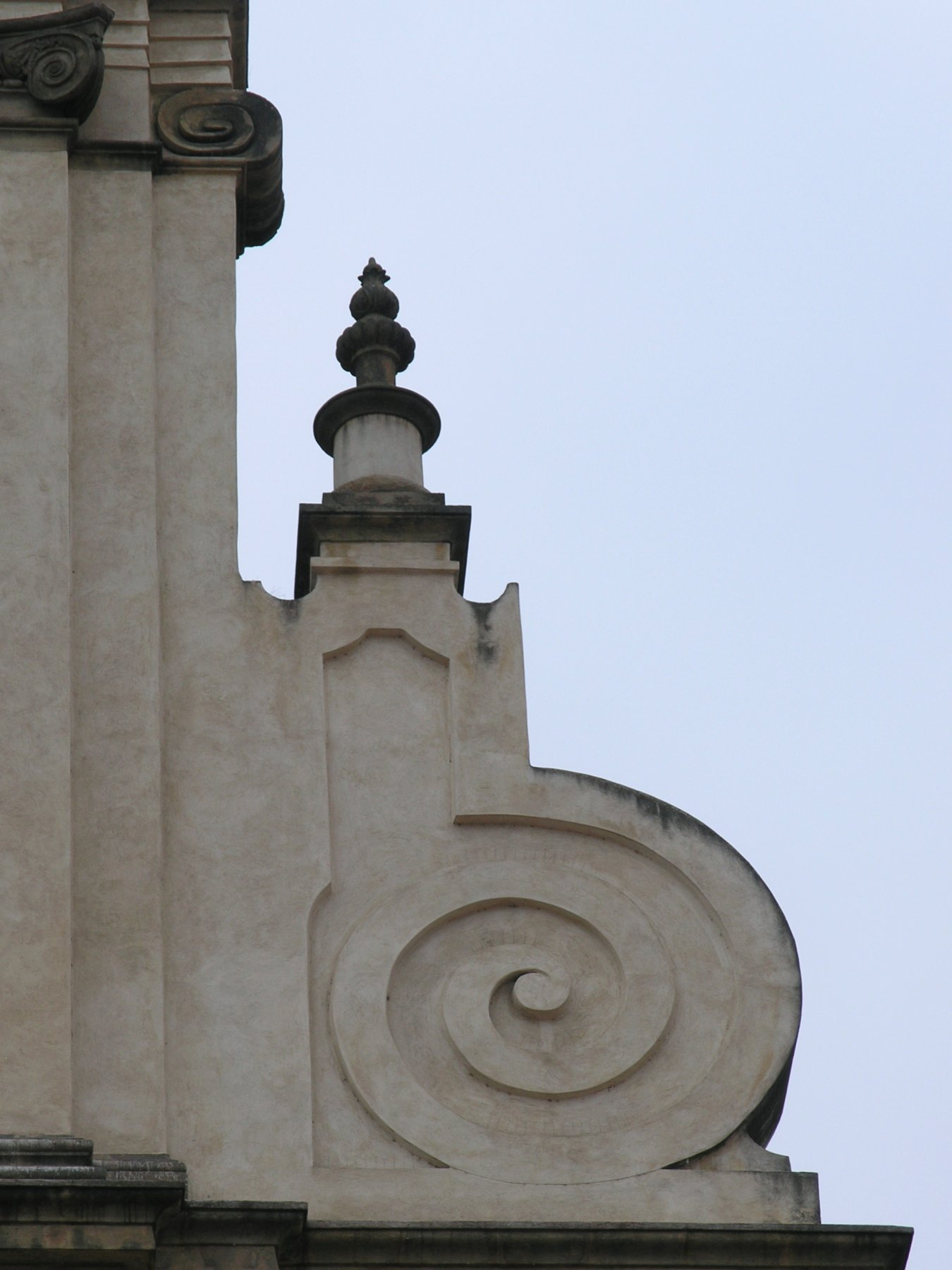
Volutové křídlo
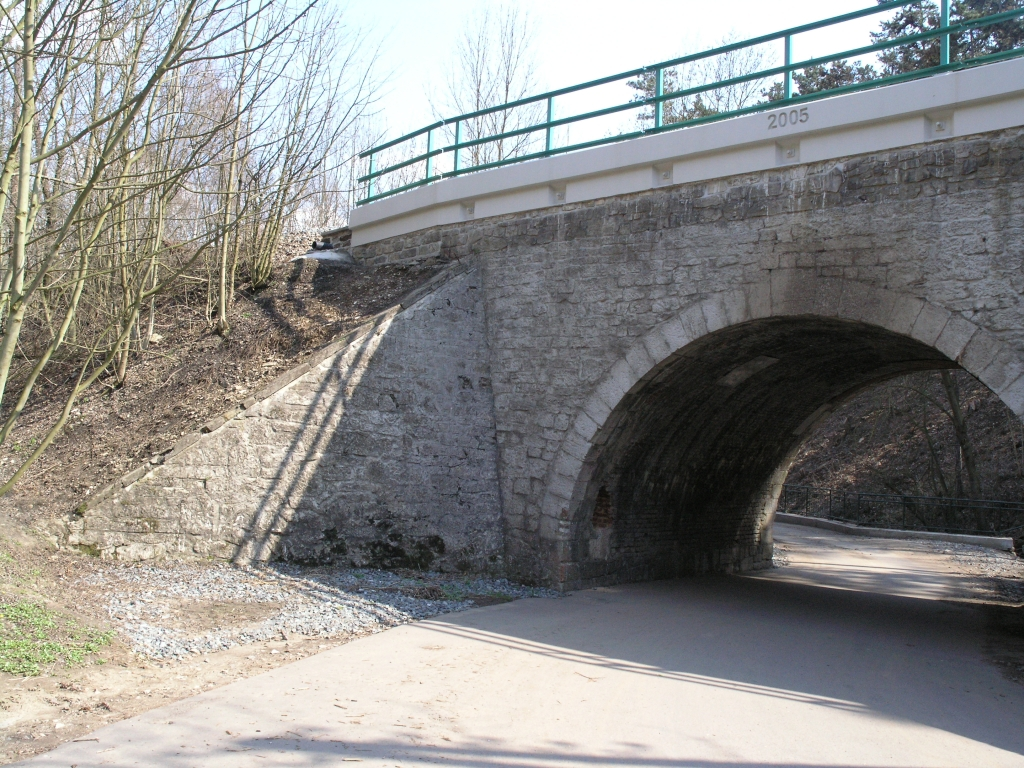
Podjezd s vlevo vybíhajícím křídlem
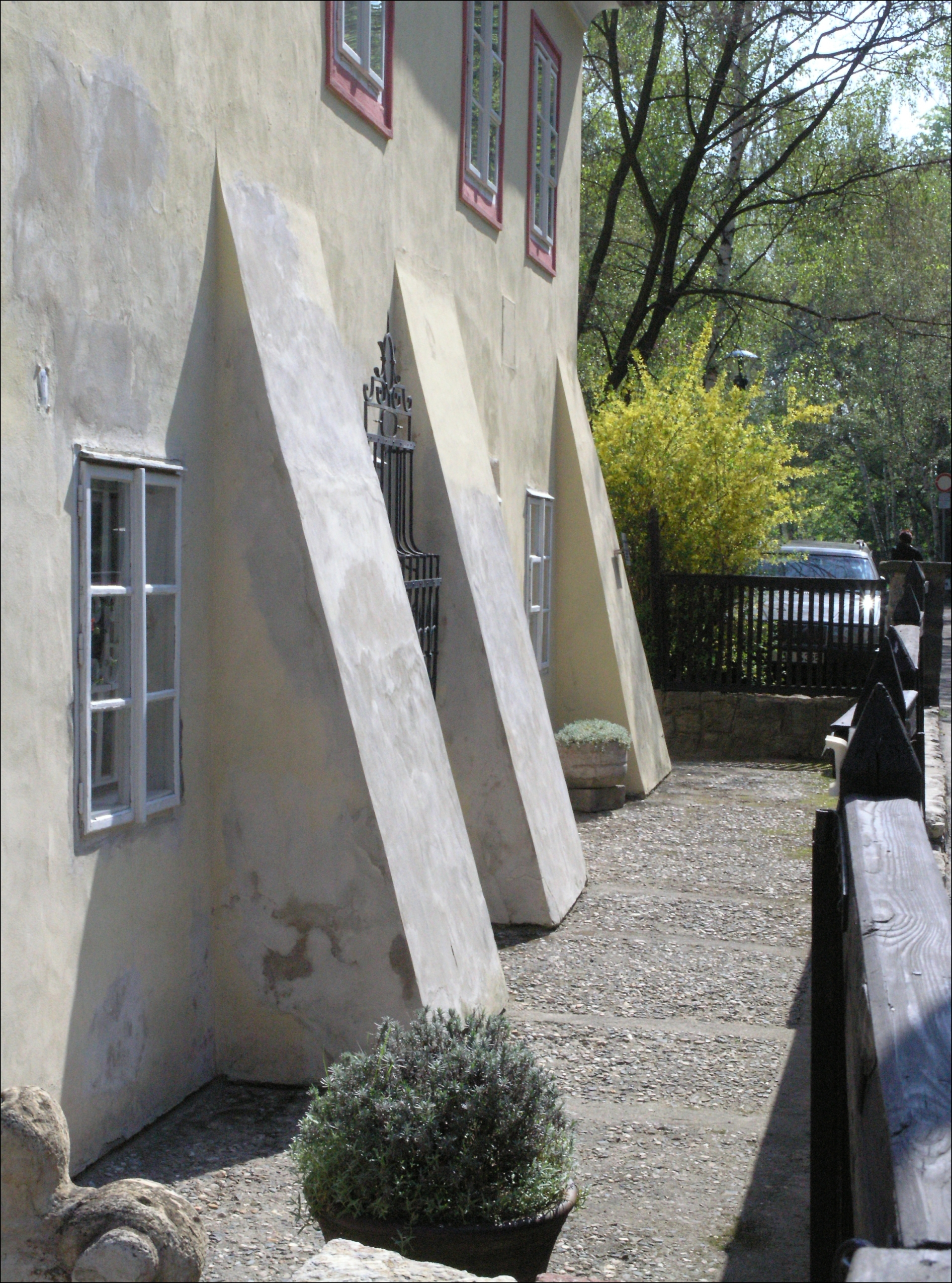
Křídlo jako zpevňující část konstrukce budovy